# Peter I av Courtenay
Peter I av Courtenay, född 1126, död 1183, var en fransk prins. 
Han blev herre av Courtenay jure uxoris 1150-1183. Han deltog i det andra korståget. 